# Punto muerto (economía)

Análisis gráfico del punto muerto o umbral de rentabilidad.

En economía de la empresa, el punto muerto, punto de equilibrio o umbral de rentabilidad (en inglés break-even point - BEP) es el número mínimo de unidades que una empresa necesita vender para que el beneficio en ese momento sea cero. Es decir, cuando los costos totales igualan a los ingresos totales por venta. Su creador fue el alemán Johann Friedrich Schär en 1911.
A partir de este volumen mínimo de producción y venta, este producto será rentable para la empresa, en la medida que la empresa consiga seguir produciéndolo y vendiéndolo. Si se produce y no se vende, no sólo no generará ingresos para la empresa, sino que generará costes de almacenaje para la misma. Es decir, a partir de la siguiente unidad producida y vendida, el margen o contribución unitaria, definida como (PVu - CVu), siendo "PVu" el precio de venta unitario y "CVu" el coste variable unitario, se dedica, una vez cubiertos los costes fijos totales, a generar beneficio, ya que los costes variables unitarios se recuperan con la venta de cada unidad. La empresa será rentable o no, dependiendo del número de productos que comercialice, y dependiendo de si todos ellos conjuntamente contribuyen a generar beneficios a través de la diversificación de la cartera de productos. Determina el volumen de producción y de ventas que se debe  alcanzar para lograr la igualdad entre los ingresos y costos, para que la empresa no genere perdidas. Solamente podríamos asegurar que la empresa es rentable si la empresa comercializa únicamente un solo producto, y este ha conseguido alcanzar el umbral de rentabilidad o punto muerto.  
La información que se debe conocer es: Costo variable unitario, precio unitario, costos fijos, volumen de venta.
Ratio Umbral de Rentabilidad = (Costes fijos) / (Margen de contribución unitaria)
La fórmula por la que se expresa el punto muerto es la siguiente:
Qc = CF / (PVu - CVu)
Donde:
- Qc = punto muerto = N.º de unidades producidas y vendidas para que el Beneficio sea igual a cero
- CF = Costes fijos
- PVu = Precio de venta unitario del producto
- CVT = Costes variables totales
- CVu = Coste variable unitario
- Bº = Beneficio
- I = Ingresos Totales
- C = Costes Totales

## Desarrollo de la fórmula
PUNTO MUERTO = N.º de Unidades producidas y vendidas por la empresa necesarias para que el Beneficio sea igual a cero:
- Bº = I - C
- Si Bº = 0, entonces, I - C = 0. Por lo que:

- I = C
- I = PVu * Qc
- C = CF + CVT
- CVT = CVu * Qc
- De donde: C = CF + CVu * Qc

Sustituyendo:
I - C = PVu  *Qc - (CF + CVT) = PVu * Qc - (CF + CVu * Qc) = PVu * Qc - CF - CVu * Qc = 0
Despejando Qc:
PVu * Qc - CF - CVu * Qc = 0
Qc * (PVu - CVu) - CF = Bº = 0
Qc * (PVu - CVu) = 0 + CF
De donde Qc = CF / (PVu - CVu)
Con esta fórmula mejorada, se añade la variable "BENEFICIO" (Bº), muy útil para resolver problemas del tipo: ¿cuantas unidades necesita producir y vender una empresa para conseguir un beneficio de xxx Euros?. Es la fórmula original, ya que el sentido de calcular el punto muerto estriba en dar a la variable "BENEFICIO" (Bº) un valor cero. El cálculo del punto muerto es propio del método "Direct costing" o Modelo de Costes Directos en Contabilidad de Costes, ya que cuando se habla de costes, estos se subdividen en Costes Fijos y Costes Variables, no siendo aplicable a otros modelos de cálculo de coste, como por ejemplo el Modelo ABC (Activity Based Cost - los costes se imputan a las actividades desarrolladas en el proceso de producción) o el Modelo Full Cost (Modelo de Costes Completos).
El análisis del punto muerto se basa en una serie de condiciones, sin las cuales no cabe realizar adecuadamente el análisis:
- El coste variable unitario permanece constante para cualquier volumen de producción, sin excepción.
- Nos encontramos en un mercado de competencia perfecta, lo que conlleva que se pueda vender todas las unidades a ese precio.

## Nota
1. ↑  Schär distinguió entre costos proporcionales (variables) y costos constantes (fijos). Introdujo la noción de "punto muerto" al calcular el volumen de ventas mínimo en el cual la utilidad bruta se iguala a todos los gastos operativos, lo que resulta en un equilibrio entre ganancia y pérdida. En su obra "Allgemeine Handelsbetriebslehre" (Principios generales de gestión empresarial), publicada en 1911,  Schär define el "punto muerto" como aquel nivel de ventas "en el cual la utilidad bruta generada por las ventas se iguala a todos los gastos operativos, de manera que la ganancia y la pérdida son igual a cero".